# 聖路加国際大学の人物一覧

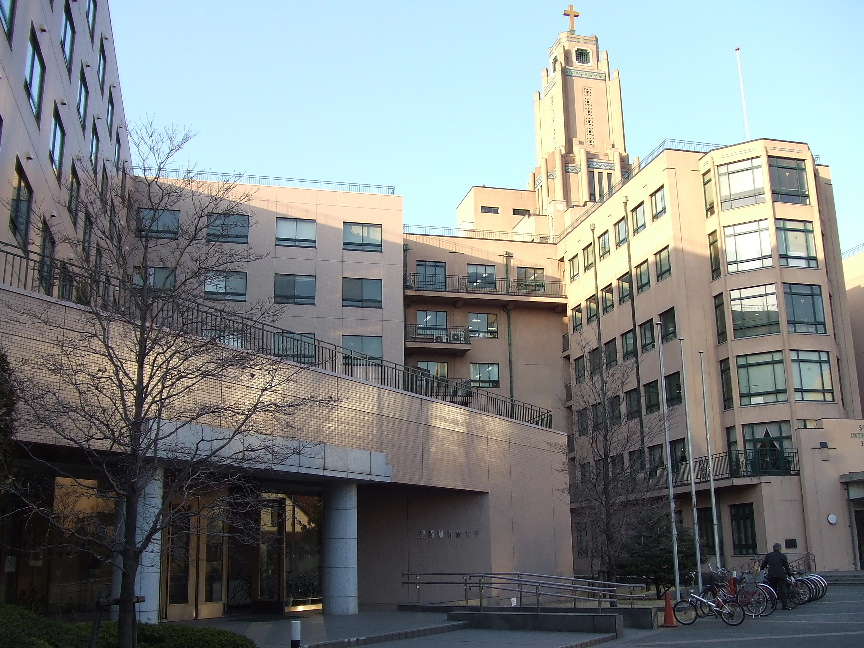
聖路加国際大学（左）と聖路加国際病院旧館（右）

聖路加国際大学の人物一覧（せいるかこくさいだいがく の じんぶついちらん）は、聖路加国際大学に関係する人物の一覧記事。前身校の聖路加短期大学の関連人物も含める。

## 著名な教職員
- 木村登紀子（名誉教授）
- 日野原重明（名誉学長・名誉教授）
- 近藤潤子（名誉教授）

## OB・OG

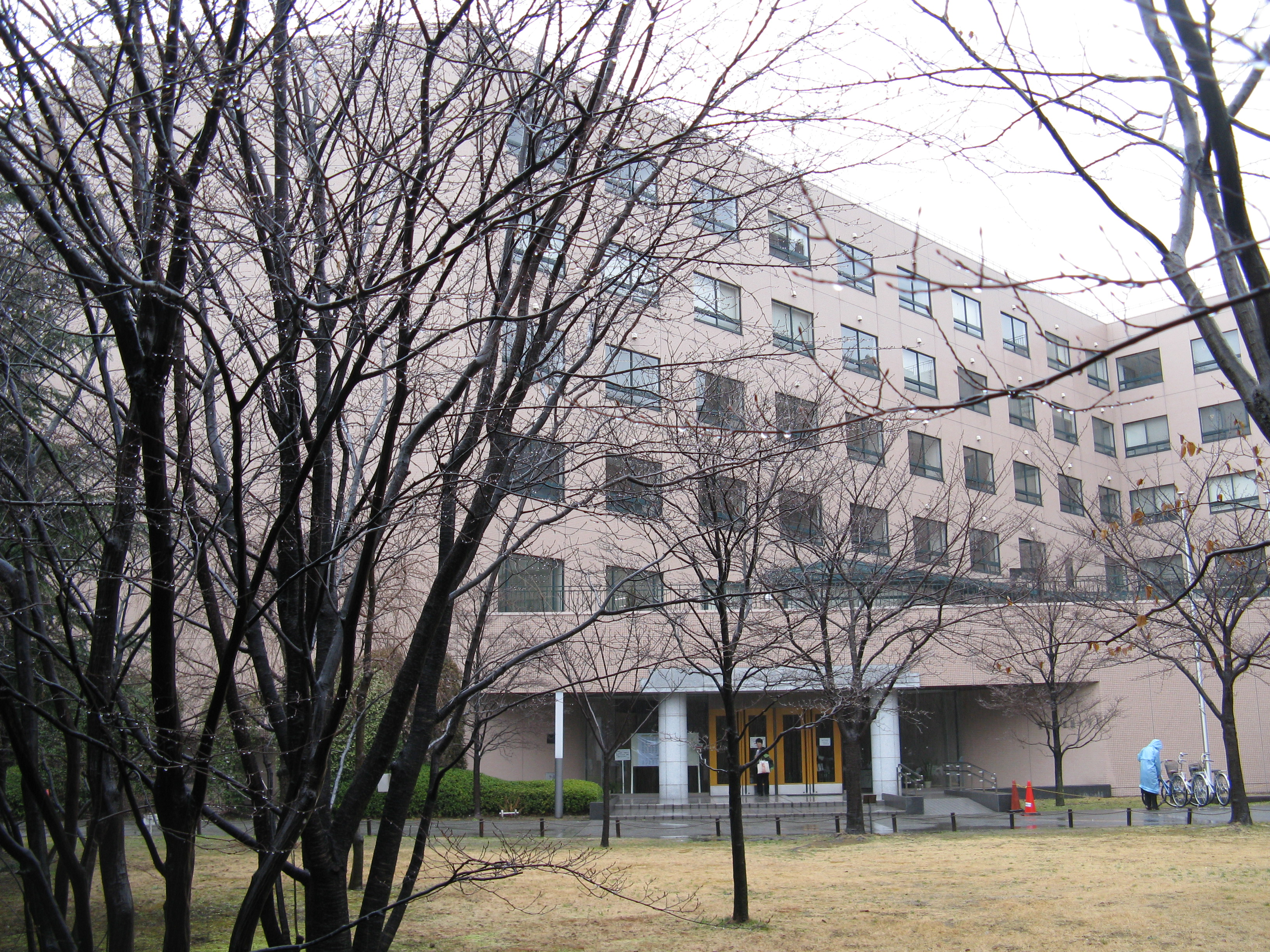
聖路加国際大学

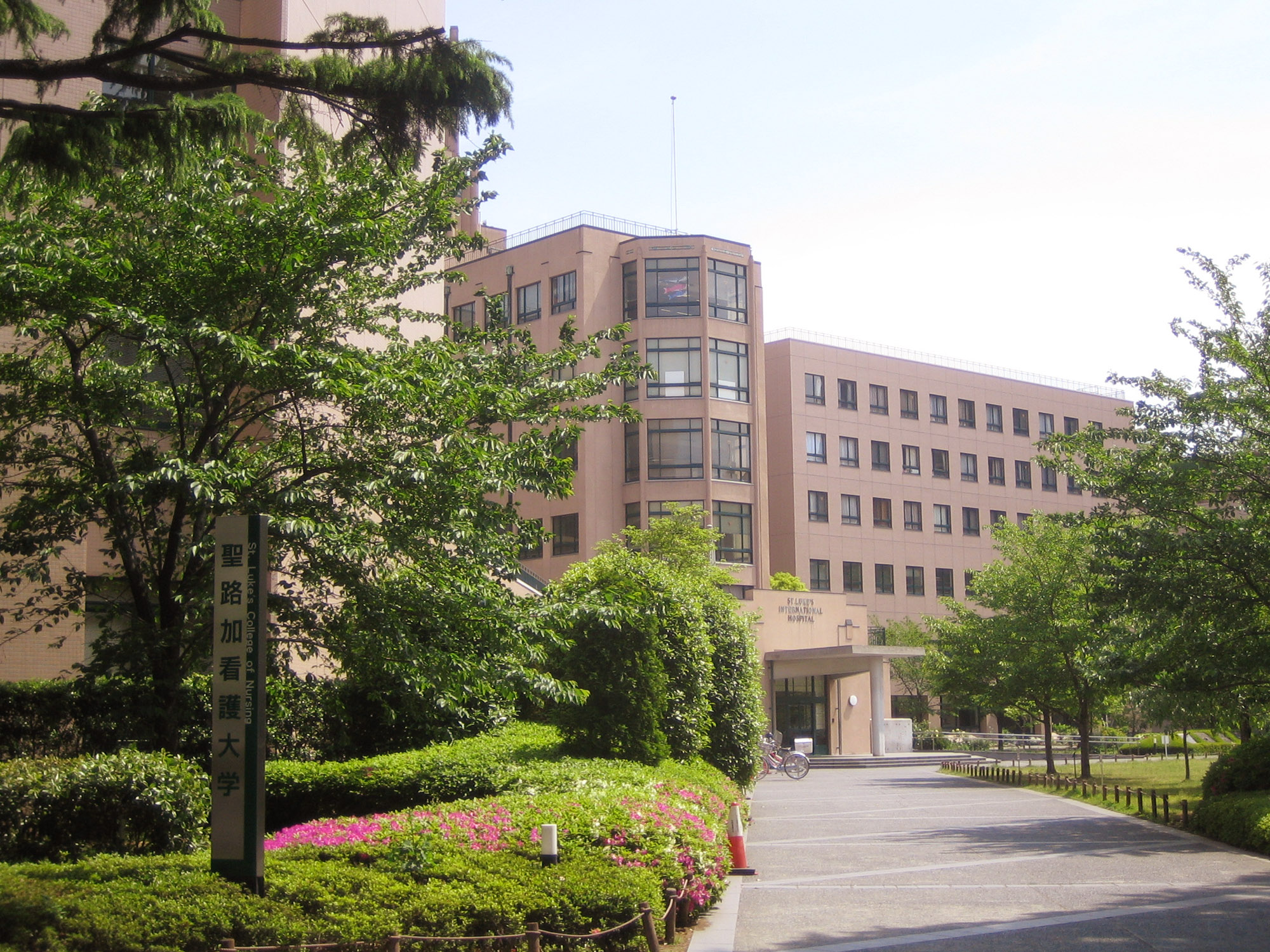
聖路加国際大学の門柱（左手前）と聖路加国際病院旧館（右奥）

複数の肩書きを所持する場合、現職・元職問わず最も著名な経歴を記載している。

### 政界
- 金子みつ（衆議院議員）
- 石井苗子（参議院議員、元女優）

### 財界
- 秋山正子（ケアーズ・白十字訪問看護ステーション所長）
- 鶴谷武親（CAPS代表取締役社長）

### 研究者・学者
- 稲葉佳江（札幌保健医療大学初代学長、札幌医科大学名誉教授）
- 太田喜久子（慶應義塾大学看護医療学部長・教授、日本看護系学会協議会会長）
- 太田尚子（静岡県立大学大学院看護学研究科教授）
- 奥宮暁子（元大阪大学医学部教授）
- 我部山キヨ子（京都大学名誉教授、全国助産師教育協議会副会長）
- 上泉和子（元青森県立保健大学学長、日本看護系大学協議会代表理事）
- 加藤京里（静岡県立大学看護学部講師）
- 川越博美（聖路加看護大学看護学部教授）
- 萱間真美（国立看護大学校学校長）
- 小板橋喜久代（群馬大学医学部教授）
- 真田弘美（東京大学名誉教授、石川県立看護大学学長、アメリカ看護アカデミーフェロー）
- 新道幸惠（元神戸大学医学部教授、青森県立保健大学初代学長、元日本赤十字広島看護大学学長）
- 田村やよひ（元国立看護大学校学校長、元日本赤十字九州国際看護大学学長）
- 平野かよ子（元東北大学医学部教授、長崎県立大学参与）
- 松岡惠（元東京医科歯科大学医学部教授）
- 山下香枝子（元慶應義塾大学看護医療学部長・教授）
- リボウィッツよし子（元青森県立保健大学学長、元新潟青陵大学学長）
- 操華子（静岡県立大学教授）

### 芸能
- 徳澤直子（モデル）

### その他
- 坊城中子（俳人）
- 鐸木能子（人形作家）